# Apadravya

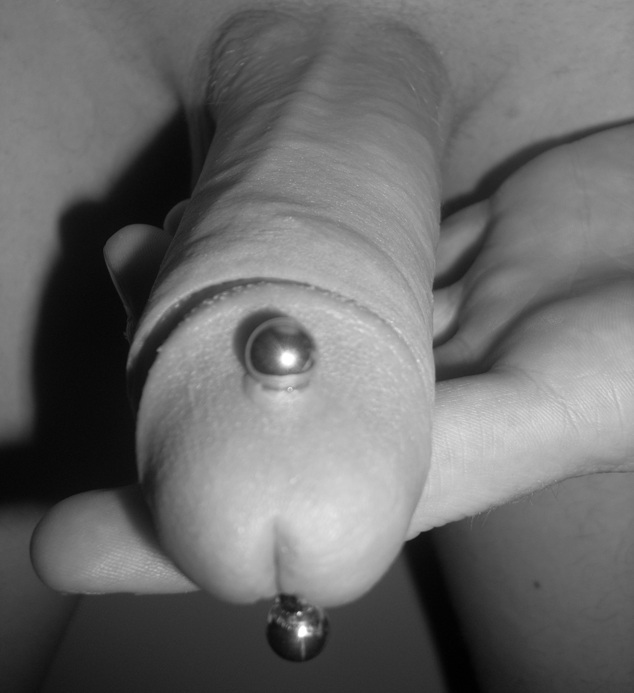
Piercing Apadravya

Apadravya je druh mužského genitálního piercingu, kdy piercing prochází vertikálně žaludem a močovou trubicí. Na rozdíl od horizontálního průchodu žaludem, který se nazývá Ampallang, v kombinaci s nímž tvoří tzv. Magic cross. Apadravya se umisťuje doprostřed žaludu nebo horní kuličkou těsně za okraj žaludu. Velice vzácnou variantou s problematickým hojením je tzv. shaft apadravya, kdy se svisle propíchne tělo penisu.

## Historie
Piercing žaludu je již poměrně stará záležitost. Zmínky o něm lze nalézt již v Kámásútře, tedy asi 700 let př. n. l.

## Doba hojení
Doba hojení se u Apadravya pohybuje přibližně v době 4 až 8 měsíců, ovšem těsně po píchnutí může několik dní krvácet.

## Doporučený šperk
Jako vhodný šperk se pro Apadravya doporučuje dlouhá činka s kuličkami. Činka má být takové délky, aby byly kuličky při erekci mírně vmačknuté do žaludu (tím je možné oddálit ejakulaci).